# Nothostele acianthiformis
Nothostele acianthiformis ist eine Pflanzenart aus der Gattung Nothostele innerhalb der Familie der Orchideen (Orchidaceae). Dieser Endemit kommt nur im zentralen Teil des brasilianischen Bundesstaates Minas Gerais vor. Sie war die einzige Art der Gattung Nothostele bis 2011 als zweite Art Nothostele brasiliaensis J.A.N.Bat., Meneguzzo & Bianch. erstbeschrieben wurde, auch nur im südlichen Teil Brasiliens vorkommt.

## Beschreibung

### Vegetative Merkmale
Nothostele acianthiformis ist eine relativ kleine, ausdauernde krautige Pflanze, die horstig wächst. Zu Wurzeln und Laubblättern ist nichts bekannt. Die Pflanzenexemplare sind zur Blütezeit blattlos.

### Generative Merkmale
Der schlanke und aufrechte Blütenstandsschaft ist mit einigen durchscheinenden Hochblättern besetzt und im oberen Bereich ist er drüsig behaart. Die Blüten stehen in einem lockeren, nicht einseitswendigen traubigen Blütenstand zusammen.
Die relativ kleinen Blüten sind nicht resupiniert. Der Fruchtknoten ist gestielt, zylindrisch und nicht verdreht. Die zwittrigen Blüten sind zygomorph und dreizählig. Die Blütenhüllblätter sind weiß mit grüner Lippe. Die Sepalen sind weit ausgebreitet. Das dorsale Sepal ist konkav, an der Basis mit dem Staubfaden des einzigen Staubblatts verwachsen. Die seitlichen Sepalen sind gebogen, am Säulenfuß angewachsen, mit diesem einen kurzen Sack formend, der am Fruchtknoten anliegt. Die Petalen sind asymmetrisch geformt, gebogen, dem dorsalen Sepal anhaftend. Die Lippe ist an der Basis keilförmig zulaufend (nicht genagelt), dort mit verdickten Rändern, im Umriss rhombisch. Die Säule steht etwa waagrecht, sie ist schlank und etwas behaart. Sie reicht deutlich über die Ansatzstelle am Fruchtknoten hinaus (Säulenfuß). Die Narbe besteht aus zwei sehr nah beieinander liegenden oder sogar ganz vereinigten Flächen, die nach vorne weisen. Das Staubblatt ist oval bis länglich mit zurückgebogener, stumpf endender Spitze. Der Staubfaden ist nicht vollständig mit dem Griffel verwachsen. Das Staubblatt enthält vier keulenförmige Pollinien, die über Stielchen (Caudiculae) an einer kleinen, runden Klebscheibe (Viscidium) hängen. Das Staubblatt ist teilweise von Gewebe der Säule (Klinandrium) umgeben, dieses bildet einen schmalen, durchsichtigen Rand, der nicht mit dem Staubfaden verwachsen ist. Das Trenngewebe zwischen Staubblatt und Narbe (Rostellum) ist lang und flächig, im Umriss dreieckig, nach vorne zugespitzt, mit hochgeschlagenen Rändern.

## Vorkommen
Nothostele acianthiformis kommt im Südosten Brasiliens in Höhenlagen von 1400 Metern vor.

## Systematik und botanische Geschichte
Von dieser Art publizierte Warming schon 1869 eine Zeichnung. Die Erstbeschreibung, zusammen mit Reichenbach, wurde dann 1881 veröffentlicht, unter dem Gattungsnamen Pelexia. Cogniaux stellte diese Art 1895 in die Gattung Stenorrhynchos, Hoehne in Centrogenium. Die Gattung Nothostele wurde 1982 von Leslie Garay aufgestellt. Der Gattungsname Nothostele setzt sich aus den griechischen Worten νόθος  nothos für „unecht, falsch“, und στήλη stele für „Säule“, zusammen; er bezieht sich auf den freien Staubfaden.
Nothostele acianthiformis wurde innerhalb der Tribus Cranichideae von Garay in die Subtribus Spiranthinae eingeordnet, spätere Publikationen stellten sie in die Subtribus Cranichidinae und neuere Veröffentlichungen wieder in Spiranthinae.

## Belege
- Leslie A. Garay: A generic revision of the Spiranthinae. In: Botanical Museum Leaflets of Harvard University. Band 28, Nr. 4, 1982, S. 339–340.
- Alec M. Pridgeon, Phillip Cribb, Mark W. Chase, Finn Rasmussen (Hrsg.): Genera Orchidacearum. Band 3: Orchidoideae, Teil 2: Vanilloideae. Oxford University Press, New York / Oxford 2003, ISBN 0-19-850711-9, S. 40–43.
- Specimen Details. In: C. V. Starr Virtual Herbarium. The New York Botanical Garden, abgerufen am 24. November 2009.